# Smoking Souls
Smoking Souls es un grupo de música valenciano, nacido en Pego (Alicante) en 2010. Tienen publicados cuatro álbumes y dos EP, la mayoría con canciones en valenciano.

## Trayectoria
El grupo lo formaron cuatro miembros en 2010: Carles Caselles (guitarra y voz), Pau Camps (guitarra), Josep Bolu (batería) y Marc Miralles (bajo). Smoking Souls comparte origen, amistad e incluso vínculos familiares con el grupo La Gossa Sorda, que les ha marcado mucho con independencia de su estilo musical. Durante sus primeros años, el grupo escribía sus letras también en castellano, lengua en la que grabaron sus primeras canciones. Su primer EP Smoking Souls incluyó tres canciones en castellano y una en valenciano.
En 2011 el grupo tocó su primer concierto. Dos años después, lanzaron L’espenta, su primer disco y una producción autoeditada completamente en valenciano. En 2015 publicaron su segundo álbum Nòmades con Propaganda pel fet!.
En 2017 lanzaron Cendra i or, galardonado como mejor disco de rock en los premios Ovidi. También recibieron el premio a mejor videoclip por “Vida”. El título del álbum, “Ceniza y oro” en castellano, es una referencia al ave fénix, y su estilo de música se describe como “rock con nuevos ritmos”. Durante 2017 hicieron una gira con diferentes conciertos por Valencia, Cataluña y Madrid.
Paratges preferits (2018) es un álbum/EP grabado en directo y con siete canciones en acústico. Las voces de las canciones son del cantante del grupo, Carles Caselles. Al año siguiente, presentaron el álbum Translúcid.
En 2021, Caselles presentó el EP L’afluent, un proyecto en solitario con letras personales y un estilo menos “rockero” que el de Smoking Souls. Al EP lo precedió el sencillo "La bellesa del risc", una colaboración entre Caselles y Sandra Monfort.

## Discografía
- Smoking Soul's (Autoedición, 2011; EP)
- El empujón (Autoedición, 2013)
- Nómadas (Propaganda pel fet!, 2015)
- Ceniza y oro (Propaganda pel fet!, 2017)
- Parajes preferidos (Propaganda pel fet!, 2018; EP)
- Translúcid (Propaganda pel fet!, 2019)[9]
- La cura (Propaganda pel fet!, 2022)

### En solitario (Carles Caselles)
- L'afluent (Primavera d'Hivern; 2021; EP)